# Revista de la Asociación Geológica Argentina
La Revista de la Asociación Geológica Argentina es una revista científica publicada trimestralmente por la Asociación Geológica Argentina dedicada a la investigación en geología.

## Historia
La Asociación Geológica Argentina fue creada en Buenos Aires el 30 de junio de 1945, en el aula de Geología de la Facultad de Ciencias Exactas, Física y Naturales de la Universidad de Buenos Aires con el nombre inicial de Sociedad Geológica Argentina. Entre los propósitos de la Sociedad figuraba como el principal el de publicar la Revista de la Sociedad Geológica Argentina, cuyo primer número se publicó en enero de 1946 bajo la dirección del Dr. Armando F. Leanza y Dr. Carlos D. Storni.
Subcomisión de publicaciones
- 1946-1948: Dr. Armando F. Leanza y Dr. Carlos D. Storni[4][5]
- 1948-1950:
- 1950-1952:
- 1952-1954:
- 1954-1956: Dr. Armando F. Leanza, Dr. Horacio V, Rimoldi y Dr. Horacio H. Camacho[6]
- 1956-1958:
- 1958-1960:
- 1960-1964: Dr. Carlos A. Menéndez, Dr. Bernabé Quartino y Arturo J. Amos[6]
- 1965-1967: Dr. Arturo J. Amos, Dr. Juan C.M. Turner y Geol. Norma Prezzutti[6]

Director
- 1967-1972: Dr. Carlos D. Storni[6]
- 1972-1973: Dr. Pedro N. Stipanicic[6]
- 1973-1975:
- 1975-1977: Dr, Roberto Caminos[6]
- 1980-1983: Dr. Francisco Nullo[6]
- 1983-1987: Dr. Víctor A. Ramos[6]
- 1987-1991: Dr. Francisco Nullo[6]
- 1991-1997: Dra. Susana E. Damborenea[6]
- 1998-1999: Dr. Roberto A. Scasso[6]
- 1999-2001: Dra. Milka de Brodtkorb[6]
- 2004-2009: Dr, Víctor A. Ramos[6]

Editor/Coeditor
- 2010-2015: Dr. Pablo Pazos y Dra. Vanesa Litvak[7][8]
- 2016-2019: Dr. Augusto Rapalini y Dr. Diego A. Kietzmann[9][10]

Editor general
- 2019-2021: Dr. Diego A. Kietzmann[11][12][13]